# E-Prix di Misano
L'E-Prix di Misano è un evento automobilistico con cadenza annuale destinato alle vetture a trazione interamente elettrica del campionato di Formula E, tenuto a Misano Adriatico, in Italia. La prima gara della categoria è stata disputata il 13 aprile 2024, come sesta tappa valevole per il campionato di quell'anno.

## Storia
La Formula E in Italia ha debuttato nel 2018, quando il Circuito cittadino dell'EUR di Roma venne aggiunto al calendario.
Il 20 giugno 2023 viene diffusa la prima bozza per il calendario della stagione 2023-2024, nella quale l'E-Prix di Roma, che aveva ormai tenuto cinque edizioni nel campionato di Formula E, risultava presente. Tuttavia, dopo ulteriori ispezioni, il Circuito cittadino dell'EUR non viene considerato abbastanza sicuro per poter ospitare ulteriori gare, e dunque il 19 ottobre 2023 viene resa pubblica una seconda bozza del calendario, in cui l'E-Prix di Roma non era presente. La federazione garantisce però un evento in calendario all'Italia, che dovrà dunque sostituire le tappe di Roma. I maggiori candidati per entrare nel mondiale sono il Misano World Circuit Marco Simoncelli e l'Autodromo di Vallelunga.
Il 22 novembre 2023 viene confermata l'entrata dell'E-Prix di Misano, che quindi sostituisce le gare del 13 e 14 aprile 2024, inizialmente programmate per l'E-Prix di Roma.

## Circuiti

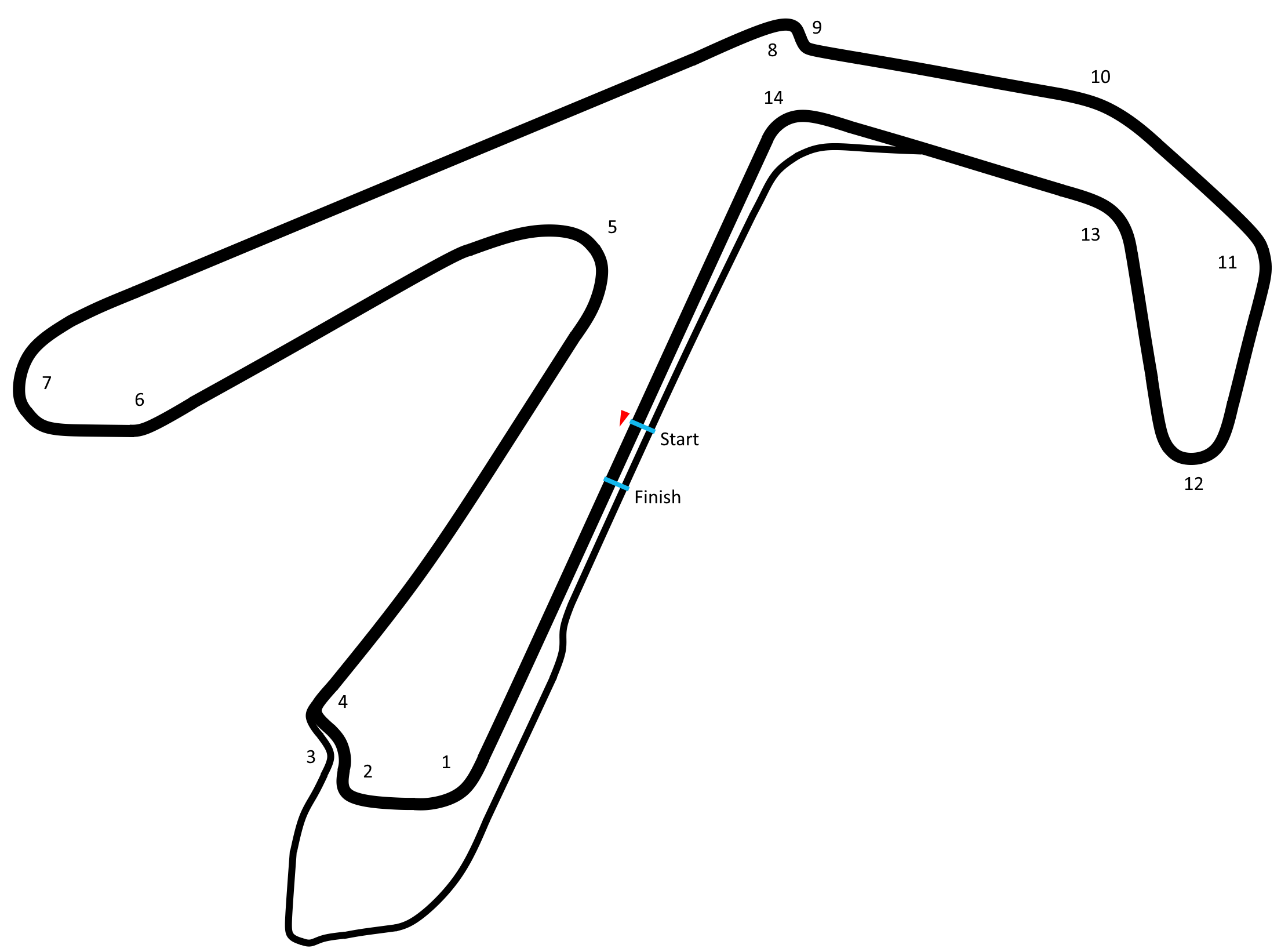
Il Misano World Circuit Marco Simoncelli, sede della gara inaugurale dell'E-Prix di Misano.

L'E-Prix di Misano entra in calendario con il Misano World Circuit Marco Simoncelli, già utilizzato da MotoGP e Superbike, ma con un tracciato, svelato il 26 febbraio 2024, più corto rispetto a queste due.

## Albo d'oro
| Edizione | Edizione | Tracciato                             | Vincitore                              | Secondo                     | Terzo                                  | Pole position                           | Giro veloce                            |
| -------- | -------- | ------------------------------------- | -------------------------------------- | --------------------------- | -------------------------------------- | --------------------------------------- | -------------------------------------- |
| 2024     | Gara 1   | Misano World Circuit Marco Simoncelli | Oliver Rowland Nissan Formula E Team   | Jake Dennis Andretti Global | Maximilian Günther Maserati MSG Racing | Mitch Evans Jaguar TCS Racing           | Oliver Rowland Nissan Formula E Team   |
| 2024     | Gara 2   | Misano World Circuit Marco Simoncelli | Pascal Wehrlein Porsche Formula E Team | Jake Dennis Andretti Global | Nick Cassidy Jaguar TCS Racing         | Jake Hughes NEOM McLaren Formula E Team | Pascal Wehrlein Porsche Formula E Team |